# وجدنا الحب (أغنية ريانا)
وي فاوند لوف هي أغنية سجلتها المغنية البربادوسية ريانا لألبومها الإستديو السادس، توك ذات توك (2011). الأغنية من كتابة وإنتاج الدي جي الإسكتلندي كالفين هاريس. أدرجت الأغنية لاحقاً في ألبومه الإستديو الثالث، 18 منثز (2012). تم عرض الأغنية لأول مرة يوم 22 سبتمبر، 2011، في المملكة المتحدة عن طريق المحطة الإذاعية كابيتال إف إم وأتيحت للتحميل الرقمي في نفس اليوم كأغنية الألبوم المنفردة الأولى. الأغنية هي دانس-بوب وإلكترو هاوس، مع عناصر التكنو واليوروبوب. مدعومة من قبل السنثسيزر المتكرر. كلمات الأغنية تتحدث عن زوجين «وجدوا الحب في مكان ميؤوس منه».

## الخلفية والتنمية

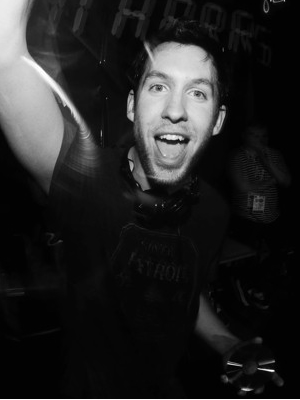
قام الدي جي الإسكتلندي كالفين هاريس في كتابة وإنتاج أغنية الألبوم المنفردة الأولى، «وي فاوند لوف».

عقب صدور ألبومها الإستديو الخامس الناجح لاود (2010)، كشفت ريانا عبر التويتر أن الألبوم سيتم إعادة إصداره مع أغاني جديدة في خريف 2011.
| وجدنا الحب (أغنية ريانا) | فترة الألبوم لاود سوف تستمر مع المزيد من الموسيقى الجديدة لتضيفها إلى مجموعتك - ريانا تتحدث عن إعادة إصدار الألبوم لاود. | وجدنا الحب (أغنية ريانا) |

في سبتمبر 2011، كشفت ريانا مرة أخرى عبر موقع التواصل الاجتماعي تويتر لتأكيد أن خطة إعادة إصدار الألبوم لن تحدث.
| وجدنا الحب (أغنية ريانا) | أنا فكرت في إعادة إصداره، لكن لاود مميز بطريقته الخاصة! بالإضافة إلى ذلك أنتم (المعجبين) تعملون بجهد في دعم أعمالي، ولهذا أنتم تستحقون ألبوم جديد - سبب إلغاء فكرة إعادة إصدار لاود. | وجدنا الحب (أغنية ريانا) |

## التسجيل والإنتاج
| |  |  |
| الأغنية كانت بالأصل للمغنية البريطانية ليونا لويس (يسار) وللمغنية الأمريكية نيكول شيرزينغر، لكن كل منها رفضوا تسجيلها. |  |  |

في 19 سبتمبر، 2011، أثارت ريانا المزيد من الإثارة بين متابعينها عندما نشرت في التويتر أنها كانت تستمع إلى الأغنية.
| وجدنا الحب (أغنية ريانا) | في بعض الأحيان يبدو الأمر وكأننا وجدنا الحب في المكان الأكثر ميؤوس منه - تغريدة أخرى من كالفين هاريس تضمنت كلمات ممكنة من الأغنية. | وجدنا الحب (أغنية ريانا) |

في مقابلة لمجلة Q، مع كاتب ومنتج الأغنية، كالفين هاريس، تكلم عن كلمات الأغنية.
| وجدنا الحب (أغنية ريانا) | "وجدنا الحب في مكان ميؤوس منه،" من الممكن أن يكون هذا المكان في جمبن جاكس في دومفريس (مسقط رأس كالفين)، ولكن أنا لا أعرف بالضبط ما كنت أفكر به - كالفين يوضح موقع هذا المكان الميؤوس منه. | وجدنا الحب (أغنية ريانا) |

في أكتوبر 2012، أعلنت المغنية البريطانية ليونا لويس أن الأغنية كانت بالأصل لها ولكن انتهى المطاف في فقدانها لريانا عندما ذهب كالفين معها في جولة موسيقية.
| وجدنا الحب (أغنية ريانا) | لم أكن أريدها بشدة لأنني أردت الأغنية "تربل" أن تكون أغنيتي المنفردة الأولى لذلك أعتقد أن ذلك كان سبب آخر لإعطائها إلى ريانا. كانت نفس النسخة والإنتاج ولكن نسختي كانت أفضل - ليونا تتكلم عن سبب إعطاء الأغنية إلى ريانا. | وجدنا الحب (أغنية ريانا) |

في 2013، ادعت نيكول شيرزينغر، أنها كانت أول فنان تم إعطائه هذه الأغنية لكنها رفضتها.
| وجدنا الحب (أغنية ريانا) | لقد حصلت على النسخة التجريبية من تلك الأغنية ولكن كنت مشغولة في ذلك الوقت. وكانوا يرسلون لي بعض الأغاني من نوع الدانس لكن أردت أن أخذ استراحة من هذا المسار - سبب رفض نيكول للأغنية. | وجدنا الحب (أغنية ريانا) |

## الإصدار والترويج

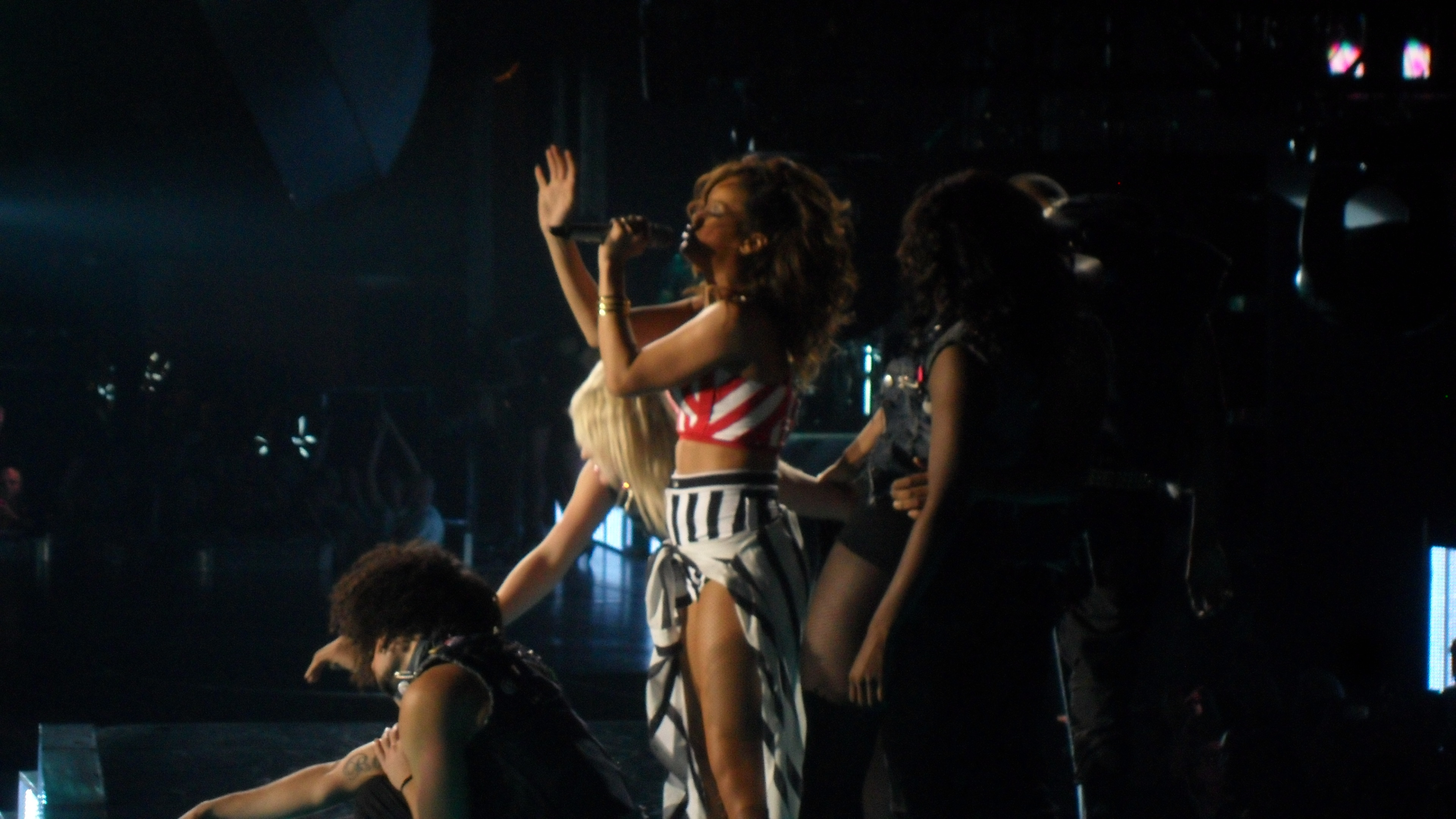
ريانا أثناء أدائها لأغنية "وي فاوند لوف" في لاود تور، 2011.

عرضت «وي فاوند لوف» لأول مرة في المملكة المتحدة يوم 22 سبتمبر، 2011، عبر الإذاعة البريطانية كابيتال إف إم، وأرسلت الأغنية إلى المحطات الإذاعية الرئيسية في الولايات المتحدة يوم 11 أكتوبر، 2011. صدرت الأغنية عبر آي تيونز يوم 22 سبتمبر، 2011. قامت ريانا بغناء «وي فاوند لوف» لأول مرة يوم 14 نوفمبر، 2011، في لاود تور (2011) في لندن. في 17 نوفمبر، 2011، قامت ريانا بغناء الأغنية في الموسم الأول من برنامج إكس فاكتور النسخة الأمريكية. في 20 نوفمبر، 2011، قامت ريانا بغناء الأغنية في الموسم الثامن من برنامج إكس فاكتور النسخة البريطانية. في 12 فبراير، 2012، قامت ريانا بغناء الأغنية في حفل توزيع جوائز الغرامي الرابع والخمسين الذي عقد في ستيبلز سينتر في لوس أنجلوس. في وقت لاحق من ذلك الشهر، قامت بغناء الأغنية في جوائز بريت لعام 2012 الذي عقد يوم 21 فبراير، 2012، في أوتو أرينا.
في حين ترويج فيلمها السينمائي الأول باتلشيب، زارت ريانا اليابان، وأدت «وي فاوند لوف» في برنامج تلفزيوني موسيقي ياباني بعنوان ميوزك ستايشن. في 24 أبريل، 2012، قامت ريانا بغناء الأغنية بنسخة الأكوستك في حفل تايم 100 لمجلة تايم التي تحتفل بمناسبة 100 شخص الأكثر نفوذاً في تلك السنة والتي كانت ريانا في هذه القائمة. في 24 مايو، 2012، قامت بغناء الأغنية في مهرجان راديو 1 هاكني ويك إند في المملكة المتحدة. في 9 سبتمبر، 2012، قامت ريانا بغناء الأغنية (جنباً إلى جنب مع «برنسس أوف تشاينا» و«رن ذس تاون») في الحفل الختامي لألعاب بارالمبية صيفية 2012 في لندن. في 9 ديسمبر، 2012، قامت ريانا بغناء الأغنية جنباً إلى جنب مع النسخة المنفردة لأغنية «ستاي» في النهائيات للموسم التاسع من برنامج إكس فاكتور النسخة البريطانية.

## استقبال النقاد
تلقت الأغنية ردود فعل مختلطة من نقاد الموسيقى، مع معظم التعليقات على محتواها الغنائي. أشادت أماندا دوبينز من مجلة New York تكوين الأغنية. علق مايكل كراغ من الغارديان أن الأغنية تأخذ اتجاه دانس مشابه لأغنية «أونلي غرل (إن ذا وورلد)» وإن ريانا تواصل في إطلاق أغان مماثلة، مع الإشارة إلى «وي فاوند لوف». منحت جودي روزين من مجلة Rolling Stone «وي فاوند لوف» نجمتين من أصل خمسة. أشادت جيسيكا هيرندون من مجلة People الأغنية، قالت أن «كان لوي فاوند لوف تأثير مدهش على الناس في جميع أنحاء العالم في عام 2012، أصبحت واحدة من الأغاني الأكثر شعبية والأكثر نجاحاً». اختار الموقع الإلكتروني Allmusic الأغنية بمثابة أبرز أغنية في توك ذات توك. اعتبرت صحيفة USA Today الأغنية على إنها أبرز أغاني الألبوم، وعلقت أن ريانا تغني «بسعادة».

## الأداء التجاري

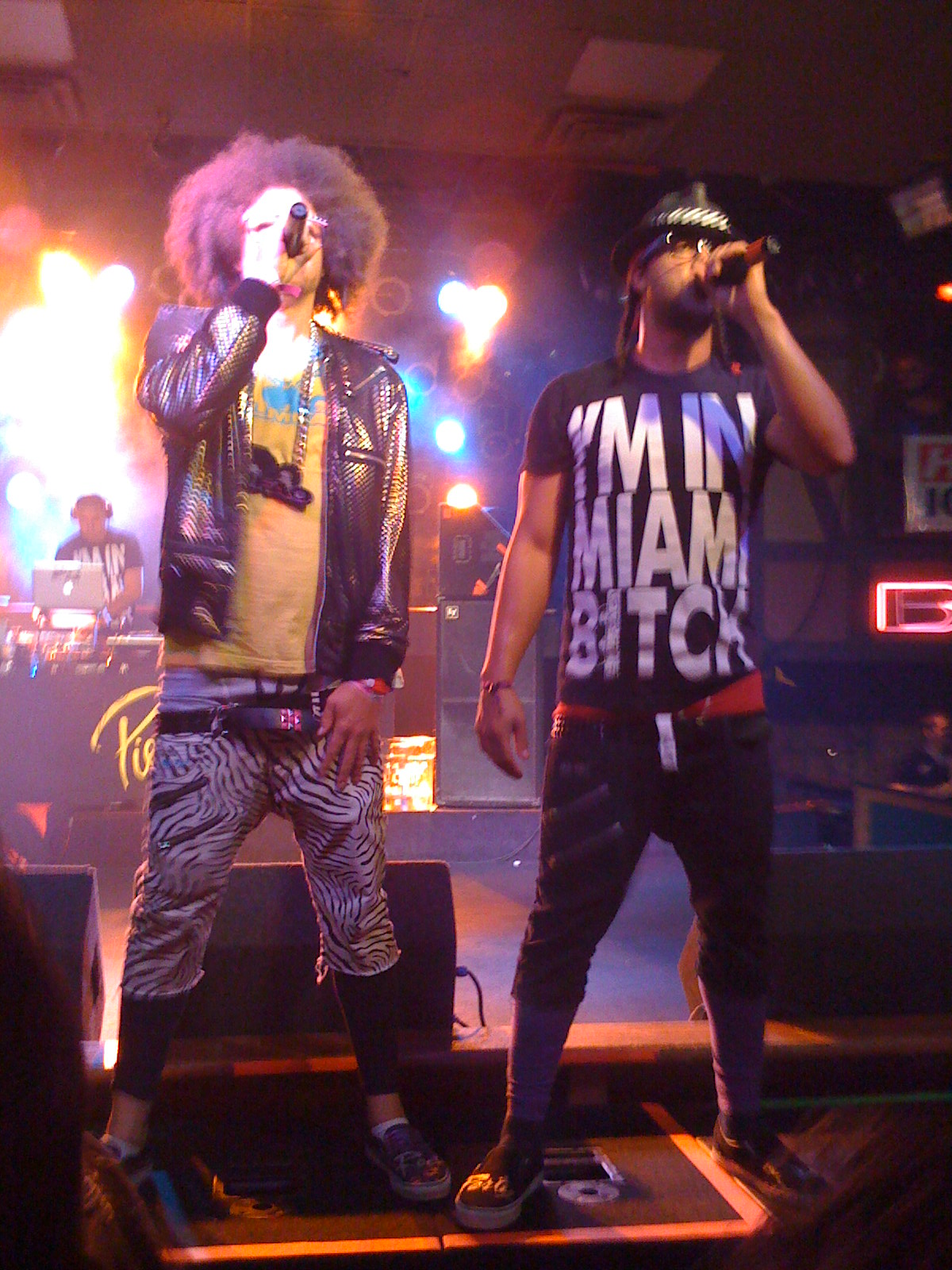
أغنية فرقة إل إم إف أي أو «سكسي أند آي نو إت» منعت وي فاوند لوف من الوصول إلى المركز الأول في أستراليا.

### أوقيانوسيا
أول ظهور للأغنية كان على الرسوم البيانية النيوزيلندية يوم 26 سبتمبر، 2011، في المركز الرابع عشر، في الأسبوع الخامس، ارتفعت إلى المركز الأول. أمضت في القمة لمدة تسعة أسابيع متتالية، أصبحت أطول أغنية منفردة لريانا تضل في القمة في هذه الدولة، تغلبت على «أمبريلا» التي أمضت ستة أسابيع في 2007. حصلت الأغنية على شهادة البلاتينيوم ثلاث مرات من قبل اتحاد صناعة التسجيلات في نيوزيلندا، تدل على شحن 45,000 نسخة. في أستراليا، دخلت «وي فاوند لوف» لأول مرة يوم 9 أكتوبر، 2011، في المركز الثالث. في الأسبوع الثالث، بلغت ذروتها في المركز الثاني لمدة أربعة أسابيع. اعتباراً من فبراير 2013، حصلت الأغنية على شهادة البلاتينيوم ستة مرات من قبل رابطة صناعة التسجيلات الأسترالية، تدل على شحن 420,000 نسخة، أصبحت أفضل أغنية مبيعاً لريانا في هذه الدولة كفنان رئيسي.

### أمريكا الشمالية
في الولايات المتحدة، الأغنية دخلت لأول مرة على الرسم البياني الأمريكي بيلبورد هوت 100 يوم 28 سبتمبر، 2011، في المركز السادس عشر. أصبحت «وي فاوند لوف» ثاني أعلى أغنية لريانا تدخل لأول مرة على هذا الرسم البياني، حيث أعلى أغنية لريانا هي أغنية «لوف ذا واي يو لاي» مع اشتراك إمينم، التي دخلت لأول مرة في المركز الثاني في يوليو 2010. في الأسبوع التالي، ارتفعت «وي فاوند لوف» إلى المركز التاسع، أعطت الأغنية ريانا الرقم القياسي لفنانة منفردة تحصل على عشرين أغنية منفردة في المراكز العشرة الأولى في تاريخ بيلبورد هوت 100 في أقصر فترة من الزمن. حققت ريانا هذا الإنجاز في فترة زمنية من ست سنوات وأربعة شهور، تجاوزت رقم مادونا القياسي التي حصلت عليه في فترة زمنية من ست سنوات وتسعة أشهر. في الأسبوع السادس، الأغنية وصلت إلى المركز الأول، وبهذا الإنجاز أصبح لدى ريانا إحدى عشر أغنية منفردة تصل إلى القمة مما يجعلها الفنانة السابعة الوحيدة التي تحصل على إحدى عشر أغنية منفردة في تاريخ ثلاثة وخمسين عاماً من هذا الرسم البياني، وراء ذا بيتلز (20)، وماريا كاري (18)، ومايكل جاكسون (13)، ومادونا (12)، وذا سوبريمز (12)، وويتني هيوستن (11). بالإضافة إلى ذلك، انتقلت ريانا إلى المركز الثالث مع ويتني، لأكثر فنانة لديها أكثر أغان منفردة في المركز الأول، وراء ماريا كاري ومادونا.
أمضت «وي فاوند لوف» ثمانية أسابيع متتالية وأسبوعين (بعد ثلاث أسابيع في المركز الثاني) في القمة على الرسم البياني بيلبورد هوت 100، تجاوزت «أمبريلا» في أطول أغنية تمضي أسابيع أكثر في القمة بالنسبة لها، وفي عام 2011 أيضاً. حصلت الأغنية على شهادة البلاتينيوم أربع مرات من قبل اتحاد صناعة التسجيلات الأمريكية لشحن أكثر من 4 ملايين نسخة رقمية. اعتباراً من مايو 2013، الأغنية باعت 5 ملايين نسخة رقمية في الولايات المتحدة. في 1 أغسطس، 2013، أعلنت بيلبورد بأن «وي فاوند لوف» في المركز الرابع والعشرين في قائمة أكبر الأغاني نجاحاً على الهوت 100 على الإطلاق في تاريخ هذا الرسم البياني.

### أوروبا

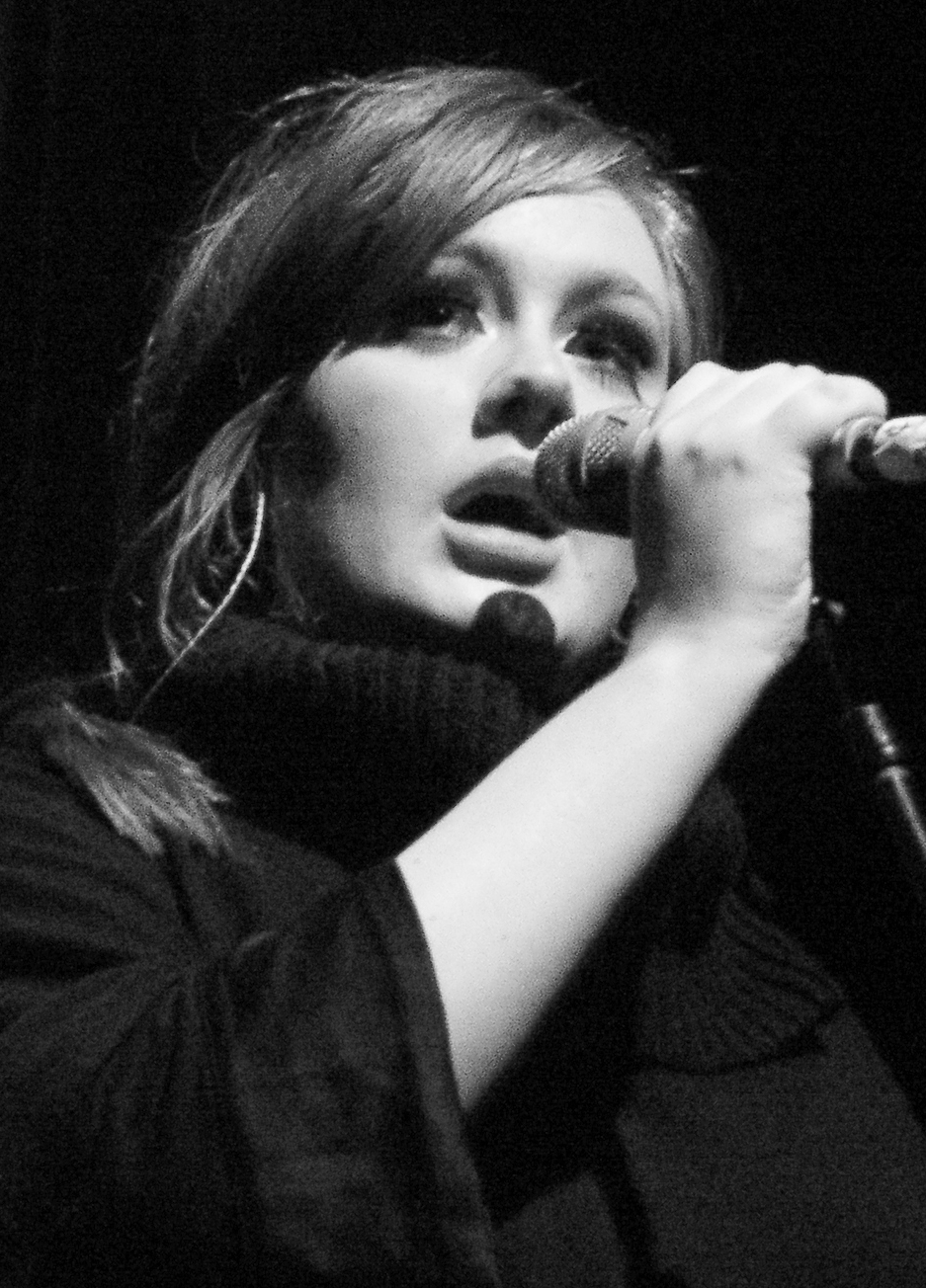
تغلبت ريانا على أديل لكونها أكثر فنان لديه أسابيع كثيرة في المركز الأول لعام 2011.

في المملكة المتحدة، دخلت «وي فاوند لوف» لأول مرة في المركز الأول مع مبيعات وصلت إلى 87,000 نسخة على الرسم البياني البريطاني للأغاني المنفردة، وعلى الرسم البياني لأغاني الدانس، وعلى الرسم البياني للأغاني الرقمية، في 9 أكتوبر، 2011، على الرغم من صدورها فقط لمدة أربعة أيام. مع دخول «وي فاوند لوف» لأول مرة في قمة هذا الرسم البياني، حققت رقماً قياسياً جديداً على كونها أول فنانة منفردة وحيدة التي تصل أغانيها إلى القمة ستة مرات في خمسة سنوات متتالية، بعد أن وصلت هذه الأغاني إلى القمة سابقاً، «أمبريلا»، و«تايك آ باو»، و«رن ذس تاون»، «أونلي غرل (إن ذا وورلد)» و«واتز ماي نايم؟» بين 2007 و2011. أمضت الأغنية في المركز الأول على جميع هذه الرسوم البيانية لمدة ثلاثة أسابيع متتالية. في الأسبوع السادس، عادت الأغنية إلى المركز الأول لمدة أسبوع رابع غير متتالي. وفي نهاية المطاف تصدرت القمة لمدة ستة أسابيع، مما أدى إلى ذلك تغلب ريانا على أديل لكونها أكثر فنان لديه أسابيع كثيرة في المركز الأول لعام 2011، مع إجمالي سبعة أسابيع بين «وي فاوند لوف» و«واتز ماي نايم؟» التي تصدرت الرسم البياني في يناير.
بالإضافة إلى ذلك، في الأسبوع السادس حققت ريانا رقماً قياسياً جديداً عندما وصل توك ذات توك وأغنية الألبوم المنفردة الأولى إلى المركز الأول في كل من الرسوم البيانية للأغاني المنفردة والألبومات في نفس الوقت. هذا الإنجاز لم يتحقق منذ 1979 وجعل ريانا أول فنان في تاريخ هذا الرسم البياني بأن يحقق هذا الإنجاز مرتين في نفس السنة، مع ألبوم ريانا السابق لاود وأغنية الألبوم المنفردة الثانية، «واتز ماي نايم؟»، عندما وصل كل منهما إلى قمة على هذا الرسم البياني في بداية 2011. بحلول فبراير 2012، الأغنية باعت 1,006,460 نسخة في تسعة عشر أسبوعاً، مما يجعلها ثاني أغنية منفردة لريانا (إجمالي ثلاثة أغاني) لتصل في المبيعات إلى مليون نسخة منذ أكتوبر 2011، في أعقاب «لوف ذا واي يو لاي» و«أونلي غرل (إن ذا وورلد)». في نوفمبر 2012، تم إدراج الأغنية في قائمة «ذا مليون سيلرز» من قبل شركة الرسوم البيانية الرسمية، تتألف الأغاني المنفردة الأفضل مبيعاً في المملكة المتحدة التي باعت على الأقل مليون نسخة منذ 1952. كانت في المركز 76 من أصل 123 أغنية، حيث باعت 1.13 مليون نسخة. اعتباراً من مايو 2013، الأغنية باعت 1.3 مليون نسخة في المملكة المتحدة وحدها. في أماكن أخرى في أوروبا، تصدرت الأغنية في العديد من الرسوم البيانية العالمية، بما في ذلك الدنمارك، وفرنسا، وألمانيا، وأيرلندا، والسويد، وسويسرا.

## الجوائز والترشيحات
| السنة | الحفل                                        | البلد المضيف                           | الفئة                                       | النتيجة | المصادر |
| ----- | -------------------------------------------- | -------------------------------------- | ------------------------------------------- | ------- | ------- |
| 2012  | جوائز آيسكاب بوب الموسيقية                   |                                        | الأغنية الأكثر أداءً                         | فوز     | [ 56 ]  |
| 2012  | جوائز آيسكاب بوب الموسيقية                   | فوز                                    | الأغنية الأكثر أداءً                         |         | [ 56 ]  |
| 2012  | جوائز بيلبورد الموسيقية                      | أفضل أغنية في الراديو                  | رُشِّح                                         | [ 57 ]  |         |
| 2012  | جوائز برافو أوتو                             |                                        | أفضل أغنية مصورة لهذه السنة                 | رُشِّح     | [ 58 ]  |
| 2012  | جوائز موسيقى الدانس العالمية                 |                                        | أفضل أغنية دانس من نوع الآر أند بي/الآيربان | فوز     | [ 59 ]  |
| 2012  | جوائز موسيقى الدانس العالمية                 | أفضل أغنية مصورة                       | رُشِّح                                         |         | [ 59 ]  |
| 2012  | جوائز موسيقى الدانس العالمية                 | أفضل أغنية دانس من النوع التجاري/البوب | فوز                                         |         | [ 59 ]  |
| 2012  | جوائز إم تي في للأغاني المصورة               | أفضل أغنية مصورة لهذه السنة            | فوز                                         | [ 60 ]  |         |
| 2012  | جوائز إم تي في للأغاني المصورة               | أفضل أغنية لأنثى مصورة                 | رُشِّح                                         | [ 60 ]  |         |
| 2012  | جوائز إم تي في للأغاني المصورة               | أفضل أغنية بوب مصورة                   | رُشِّح                                         | [ 60 ]  |         |
| 2012  | جوائز إم تي في للأغاني المصورة اليابانية     |                                        | أفضل أغنية لأنثى مصورة                      | رُشِّح     | [ 61 ]  |
| 2012  | جوائز إم تي في للأغاني المصورة اليابانية     | أفضل أغنية بوب مصورة                   | رُشِّح                                         |         | [ 61 ]  |
| 2012  | جوائز إم تي في الموسيقية الأوروبية           |                                        | أفضل أغنية مصورة                            | رُشِّح     | [ 62 ]  |
| 2012  | جوائز إم تي في الموسيقية الأوروبية           | أفضل أغنية                             | رُشِّح                                         |         | [ 62 ]  |
| 2012  | جوائز إم تي في بلاتينيوم لأكثر فيديو تم عرضه |                                        | بلاتينيوم مزدوج                             | فوز     | [ 63 ]  |
| 2012  | جوائز إم تي في يو وودي                       | تأثير وودي لنوع الإي دي إم             | فوز                                         | [ 64 ]  |         |
| 2012  | جوائز متش للأغاني المصورة                    |                                        | أفضل أغنية مصورة عالمية لهذه السنة - فنان   | رُشِّح     | [ 65 ]  |
| 2012  | جوائز إن آر جي الموسيقية                     |                                        | أفضل أغنية عالمية                           | رُشِّح     | [ 66 ]  |
| 2012  | جوائز المملكة المتحدة للأغاني المصورة        |                                        | أفضل أغنية بوب مصورة - عالمياً               | رُشِّح     | [ 67 ]  |
| 2013  | جوائز بربادوس الموسيقية                      |                                        | أفضل أغنية السنة لهذه السنة                 | فوز     | [ 68 ]  |
| 2013  | جوائز بربادوس الموسيقية                      | أفضل أغنية مصورة لهذه السنة            | فوز                                         |         | [ 68 ]  |
| 2013  | جوائز الغرامي                                |                                        | أفضل أغنية مصورة على شكل قصير               | فوز     | [ 69 ]  |

## الأغنية المصورة
تم تصوير الأغنية المصورة لأغنية «وي فاوند لوف» في أواخر سبتمبر 2011، في مقاطعة داون، أيرلندا الشمالية، وفي منطقة نيو لودج في شمال بلفاست. الأغنية المصورة كانت من إخراج ميلينا ماتسوكاس، التي قد أخرجت في السابق بعض أغاني ريانا المصورة، بما في ذلك أغنية «هارد» (2009)، و«رود بوي» (2010)، و«روك ستار 101» (2010)، والأغنية المصورة التي أثيرت الكثير من الجدل «إس أند إم» (2011). شارك عارض الأزياء البريطاني، دادلي أوشانسي، في دور البطولة مع ريانا في هذه الأغنية المصورة. تم عرض الأغنية المصورة لأغنية «وي فاوند لوف» لأول مرة على الموقع الإلكتروني Whosay يوم 19 أكتوبر، 2011، وأتيحت للتحميل رقمياً يوم 22 أكتوبر، 2011.
| وجدنا الحب (أغنية ريانا) | أنا حقاً لا أستطيع التوقف عن التفكير في هذه الأغنية المصورة التي لتو انتهينا من تصويرها! بسهولة أفضل أغنية مصورة قمت بتصويرها حتى الآن! - ريانا تعبر عن سعادتها نحو هذه الأغنية المصورة. | وجدنا الحب (أغنية ريانا) |

## قائمة أغاني الأغنية المنفردة
| - تحميل رقمي 1. «وي فاوند لوف» – 3:35 - أسطوانة منفردة 1. «وي فاوند لوف» (نسخة الألبوم) – 3:36 2. «وي فاوند لوف» (إكستينتيد مكس) – 5:45 | - ريمكسات أسطوانة مطولة من متجر آي تونز 1. «وي فاوند لوف» (ريمكس تشاكي إكستينتيد) – 5:57 2. «وي فاوند لوف» (تشاكي داب) – 5:56 3. «وي فاوند لوف» (كاهيل إديت) – 3:36 4. «وي فاوند لوف» (كاهيل كلوب مكس) – 6:29 5. «وي فاوند لوف» (كاهيل داب) – 5:58 6. «وي فاوند لوف» (ريمكس آر3هاب إكس إس إديت) – 3:40 7. «وي فاوند لوف» (ريمكس آر3هاب إكس إس إكستينتيد) – 5:26 8. «وي فاوند لوف» (آر 3 هاب إكس إس داب) – 5:26 |  |

## الرسوم البيانية
| الدولة | الرسم البياني (2011-2012)      | المركز | المصادر |
| ------ | ------------------------------ | ------ | ------- |
|        | (Canadian Hot 100)             | 1      | [ 82 ]  |
|        | (Billboard Hot 100)            | 1      | [ 83 ]  |
|        | (Monitor Latino)               | 8      | [ 84 ]  |
|        | (Ö3 Austria Top 40)            | 2      | [ 85 ]  |
|        | (Ultratop 50 Flanders)         | 3      | [ 86 ]  |
|        | (Ultratop 50 Wallonia)         | 2      | [ 87 ]  |
|        | (Tracklisten)                  | 1      | [ 88 ]  |
|        | (Suomen virallinen lista)      | 1      | [ 89 ]  |
|        | (SNEP)                         | 1      | [ 90 ]  |
|        | (Media Control Charts)         | 1      | [ 91 ]  |
|        | (Single Top 40)                | 2      |         |
|        | (IRMA)                         | 1      | [ 92 ]  |
|        | (FIMI)                         | 3      | [ 93 ]  |
|        | (Billboard)                    | 1      | [ 94 ]  |
|        | (Single Top 100)               | 3      | [ 95 ]  |
|        | (VG-lista)                     | 1      | [ 96 ]  |
|        | (Billboard)                    | 3      | [ 97 ]  |
|        | (PROMUSICAE)                   | 2      | [ 98 ]  |
|        | (Sverigetopplistan)            | 1      | [ 99 ]  |
|        | (Schweizer Hitparade)          | 1      | [ 100 ] |
|        | (Official Charts Company)      | 1      | [ 101 ] |
|        | (ARIA)                         | 2      | [ 102 ] |
|        | (Recorded Music NZ)            | 1      | [ 103 ] |
|        | (The Official Lebanese Top 20) | 1      | [ 104 ] |
|        | (Japan Hot 100)                | 59     | [ 105 ] |

| الدولة | الرسم البياني (2011)      | المركز | المصادر |
| ------ | ------------------------- | ------ | ------- |
|        | (Canadian Hot 100)        | 43     | [ 106 ] |
|        | (Billboard Hot 100)       | 69     | [ 107 ] |
|        | (Ö3 Austria Top 40)       | 30     | [ 108 ] |
|        | (Ultratop 50 Flanders)    | 24     | [ 109 ] |
|        | (Ultratop 50 Wallonia)    | 39     | [ 110 ] |
|        | (Tracklisten)             | 8      | [ 111 ] |
|        | (SNEP)                    | 13     | [ 112 ] |
|        | (IRMA)                    | 3      | [ 113 ] |
|        | (Single Top 100)          | 18     | [ 114 ] |
|        | (Sverigetopplistan)       | 10     | [ 115 ] |
|        | (Schweizer Hitparade)     | 13     | [ 116 ] |
|        | (Official Charts Company) | 5      | [ 117 ] |
|        | (ARIA)                    | 12     | [ 118 ] |
|        | (Recorded Music NZ)       | 5      | [ 119 ] |
|        | (Japan Hot 100)           | 95     | [ 120 ] |

| الدولة | الرسم البياني (2012)      | المركز | المصادر |
| ------ | ------------------------- | ------ | ------- |
|        | (Canadian Hot 100)        | 6      | [ 121 ] |
|        | (Billboard Hot 100)       | 8      | [ 122 ] |
|        | (Ultratop 50 Flanders)    | 46     | [ 123 ] |
|        | (Ultratop 50 Wallonia)    | 42     | [ 124 ] |
|        | (Single Top 100)          | 84     |         |
|        | (Sverigetopplistan)       | 26     | [ 125 ] |
|        | (Official Charts Company) | 56     | [ 126 ] |
|        | (ARIA)                    | 89     | [ 127 ] |

| الدولة | الرسم البياني             | المركز | المصادر |
| ------ | ------------------------- | ------ | ------- |
|        | (Billboard Hot 100)       | 24     | [ 128 ] |
|        | (Official Charts Company) | 55     | [ 129 ] |

## الشهادات
| الدولة | المزود             | الشهادات         | المبيعات  | المصادر |
| ------ | ------------------ | ---------------- | --------- | ------- |
|        | (RIAA)             | 7× بلاتينيوم [*] | 5,013,000 | [ 130 ] |
|        | (BEA)              | بلاتينيوم        | 30,000    | [ 131 ] |
|        | (IFPI)             | 2× بلاتينيوم     | 60,000    | [ 132 ] |
|        | (BVMI)             | غولد             | 150,000   | [ 133 ] |
|        | (FIMI)             | 2× بلاتينيوم     | 60,000    | [ 134 ] |
|        | (PROMUSICAE)       | بلاتينيوم        | 40,000    | [ 135 ] |
|        | (GLF)              | 6× بلاتينيوم     | 240,000   | [ 136 ] |
|        | (IFPI Switzerland) | 2× بلاتينيوم     | 60,000    | [ 137 ] |
|        | (BPI)              | 2× بلاتينيوم     | 1,300,000 | [ 138 ] |
|        | (ARIA)             | 6× بلاتينيوم     | 420,000   | [ 139 ] |
|        | (RMNZ)             | 3× بلاتينيوم     | 45,000    | [ 140 ] |

ملاحظة
- *^ منذ 9 مايو، 2013، شهادات (RIAA) للأغاني المنفردة الرقمية شملت على بث الصوت/الفيديو للأغنية بالإضافة إلى التحميلات.[141]

## تاريخ الإصدار
| الدولة | التاريخ         | نوع الإصدار                 | الشركة المنتجة | المصادر |
| ------ | --------------- | --------------------------- | -------------- | ------- |
|        | 22 سبتمبر، 2011 | العرض الأول على الراديو     | ميركوري        | [ 142 ] |
|        | 22 سبتمبر، 2011 | تحميل رقمي                  | ديف جام        | [ 143 ] |
|        | 22 سبتمبر، 2011 | تحميل رقمي                  | ديف جام        | [ 144 ] |
|        | 22 سبتمبر، 2011 | تحميل رقمي                  | ديف جام        | [ 79 ]  |
|        | 22 سبتمبر، 2011 | تحميل رقمي                  | ديف جام        | [ 145 ] |
|        | 22 سبتمبر، 2011 | تحميل رقمي                  | ديف جام        |         |
|        | 22 سبتمبر، 2011 | تحميل رقمي                  | ديف جام        | [ 146 ] |
|        | 22 سبتمبر، 2011 | تحميل رقمي                  | ديف جام        | [ 147 ] |
|        | 22 سبتمبر، 2011 | تحميل رقمي                  | ديف جام        | [ 148 ] |
|        | 22 سبتمبر، 2011 | تحميل رقمي                  | ديف جام        | [ 149 ] |
|        | 22 سبتمبر، 2011 | تحميل رقمي                  | ديف جام        | [ 150 ] |
|        | 22 سبتمبر، 2011 | تحميل رقمي                  | ديف جام        | [ 151 ] |
|        | 22 سبتمبر، 2011 | تحميل رقمي                  | ديف جام        | [ 152 ] |
|        | 22 سبتمبر، 2011 | تحميل رقمي                  | ديف جام        | [ 153 ] |
|        | 22 سبتمبر، 2011 | تحميل رقمي                  | ديف جام        | [ 154 ] |
|        | 23 سبتمبر، 2011 | تحميل رقمي                  | يونيفرسال      | [ 155 ] |
|        | 4 أكتوبر، 2011  | آيربان راديو                | ديف جام        | [ 156 ] |
|        | 5 أكتوبر، 2011  | تحميل رقمي                  | يونيفرسال      | [ 157 ] |
|        | 5 أكتوبر، 2011  | تحميل رقمي                  | ميركوري        | [ 158 ] |
|        | 11 أكتوبر، 2011 | ماينستريم وريذمك راديو      | ديف جام        | [ 11 ]  |
|        | 21 أكتوبر، 2011 | أسطوانة منفردة              | يونيفرسال      | [ 159 ] |
|        | 8 نوفمبر، 2011  | ريمكس رقمي للأغنية المنفردة | ديف جام        | [ 81 ]  |